# ルーフバルコニー
ルーフバルコニー（天空庭）とは、マンションなどで階下住戸の屋根部分を利用したバルコニーのこと。ルーフテラスと表現する場合もある。

## 特徴
- 一般のバルコニーに比べ、広い空間を確保することができるので、日当たりや開放感に優れているといえる。
- ガーデニングやパーティースペースに使用するのがトレンドではあるのだが、都内など、立て込んでいる場所では周囲から丸見えになることもあり、プライバシー確保に悩ませることもある。

## 注意点
- マンションではバルコニー下に居住者がいる場合が多いので、音への配慮は必要である。また、ガーデニング（天空庭）として利用する場合は、排水口の有無や清掃を心がける必要がある。